# مندلی
مندلی، (به انگلیسی: Mendeley) نرم‌افزاری تحت وب و دسک‌تاپ است که برای اداره و به اشتراک گذاری مقاله‌های علمی و یافتن داده‌های پژوهشی و همکاری آنلاین است. مندلی در حقیقت یک شبکه اجتماعی علمی برای پژوهشگران است.
نرم‌افزار قابل دانلود «مندلی دسکتاپ» می‌تواند برای استخراج خودکار جزئیات سند (نویسنده، عنوان، مجله و…) از نسخه‌های دیجیتالی مقالات علمی به پایگاه داده‌ها استفاده شود.
وب سایت (مندلی وب) با ارائه تعدادی از ویژگی‌های مبتنی بر وب، مکمل دسکتاپ مندلی است. یک بازگشت آنلاین از کتابخانه است که به ذخیره‌سازی و بازیابی اسناد از هر جایی از مرورگر کمک می‌کند.
مندلی، داده‌ها را در طیف وسیعی از دادگان‌های آنلاین مقاله (شامل پابمد، ScienceDirect, CiteULike، گوگل اسکالر، JSTOR) تشخیص می‌دهد. پلاگین مرورگر قابل دانلود، ضبط استنادها و خلاصه مقاله‌ها یا حتی یک مقاله کامل را آسان می‌کند.
مندلی به‌طور رایگان ۱ گیگابایت فضا در اختیار کاربران قرار می‌دهد که البته این حجم با پرداخت هزینه قابل ارتقا است.

## تاریخچه
مندلی در نوامبر ۲۰۰۷ در لندن تأسیس شد. نسخه آزمایشی آن در ماه اوت سال ۲۰۰۸ منتشر شد. این تیم متشکل از پژوهشگران، دانش آموختگان، و توسعه دهندگان منبع باز از انواع مؤسسات دانشگاهی است اگرچه این نرم‌افزار به خودی خود منبع باز نیست. سرمایه گذاران این شرکت عبارتند از: رئیس اجرایی سابق Last.fm، مهندسین مؤسس سابق اسکایپ، و رئیس سابق استراتژی دیجیتال در گروه موسیقی وارنر و همچنین دانش‌آموختگانی از دانشگاه کمبریج و جانز هاپکینز است.

## افتخارات
مندلی برنده چندین جایزه شده که عبارتند از
- جایزه یوروپین استارتاپ ۲۰۰۹
- جایزهٔ «بهترین نوآوری اجتماعی به نفع جامعه در ۲۰۰۹» تک کرانچ یوروپاس
- رتبه ششم در رتبه‌بندی ۱۰۰ شرکت برتر فناوری رسانه توسط گاردیند.

## نرم‌افزار
نسخه‌های مختلف دسک‌تاپ مندلی سازگار با ویندوز و مک و لینوکس وجود دارد.

## آموزش استفاده
راهنمای کامل این نرم‌افزار از وبگاه رسمی این نرم‌افزار قابل بارگیری است.